# Asmate diluta
Asmate diluta är en fjärilsart som beskrevs av Edward Alfred Cockayne 1950. Asmate diluta ingår i släktet Asmate och familjen mätare. Inga underarter finns listade i Catalogue of Life.